# لعبة إطلاق نار

لعبة فيلد كومبات أحد أشهر ألعاب الشوتر لنظام نينتندو إنترتنمنت سيستم

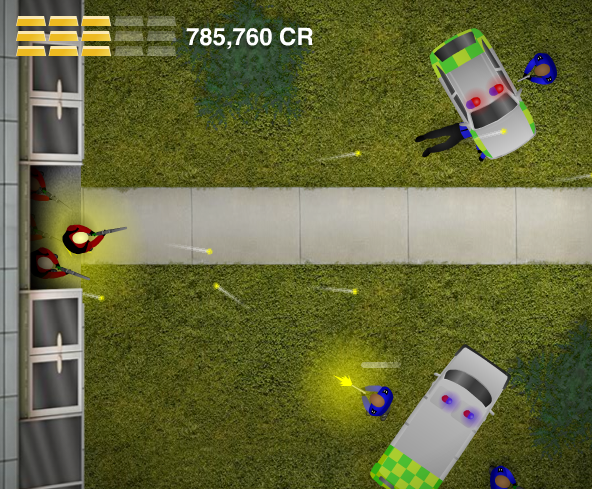
نموذج للعبة The Heist 2 وهو يقوم بإطلاق النار على الخصم عبر شاشة لعبة فيديو.

لعبة شوتر أو لعبة إطلاق النار (بالإنجليزية: Shooter games)‏ هي لعبة أكشن من نوع إطلاق النيران، ويقوم بطل اللعبة والتي صنعها المنتجون تهدف في مراحل اللعبة لإطلاق النار على الخصوم، وذلك سواءً لإطلاق النيران في لعبة الطائرات المقاتلة في الفضاء أو الجو، أو يقوم الشخص بإطلاق النيران بكثافة على الأعداء.

## اللعب الجماعي
باستطاعة اللاعب بإضافة منافس آخر أو التقيا في مرحلة عبر الشبكة العنكبوتية ونحو ذلك بغرض كسب النقاط ورفع مستوى القدرة والكفاءة حسب مطوري ألعاب الفيديو، ولعبة إطلاق النيران تعد الأكثر انتشارا لألعاب الفيديو عبر الشبكة العنكبوتية.
وبعض الألعاب مثل ميتل سلوغ وغالاكسيان وكول أوف ديوتي والتي تعد من أمتع ألعاب الشوتر.[بحاجة لمصدر]